# Proctonotoidea
Super-famille
Les Proctonotoidea forment une super-famille de mollusques nudibranches.

## Systématique et taxinomie
Liste des familles selon World Register of Marine Species (28 septembre 2021) :
- famille Curnonidae d'Udekem d'Acoz, 2017 -- 2 genres
- famille Dironidae Eliot, 1910 -- 1 genre
- famille Janolidae Pruvot-Fol, 1933 -- 4 genres
- famille Lemindidae Griffiths, 1985 -- 1 genre
- famille Madrellidae Preston, 1911 -- 2 genres
- famille Proctonotidae Gray, 1853 -- 2 genres

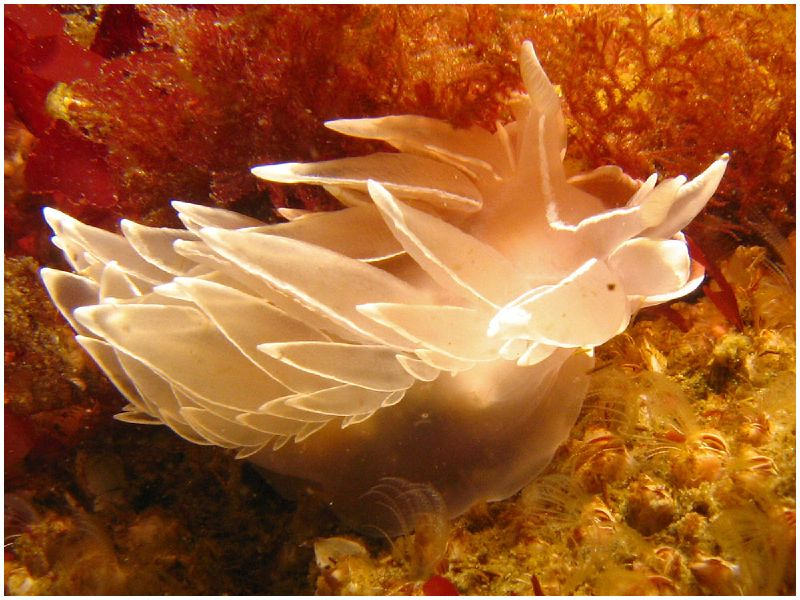
Dirona albolineata (Dironidae)
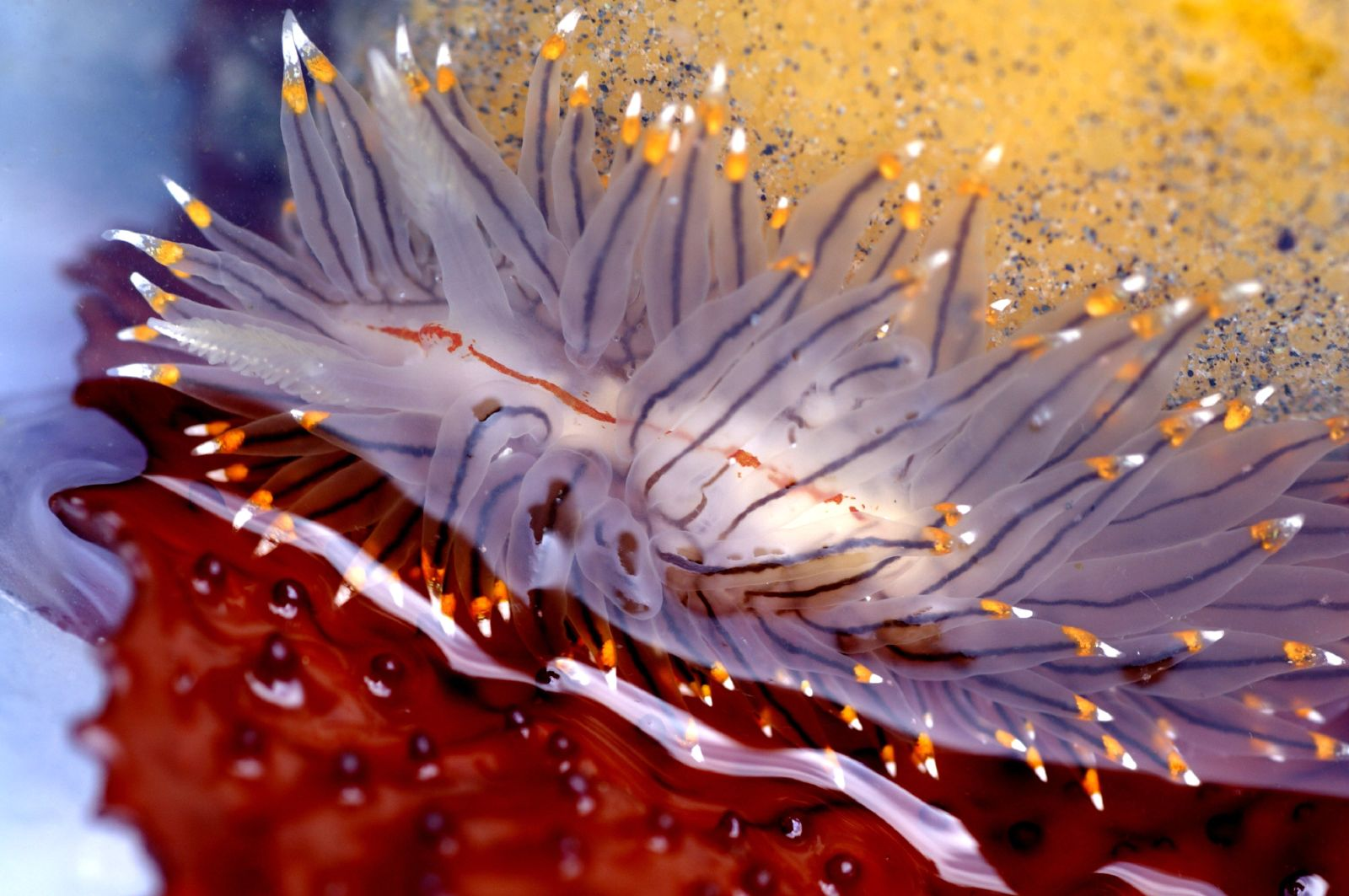
Antiopella fusca (Janolidae)
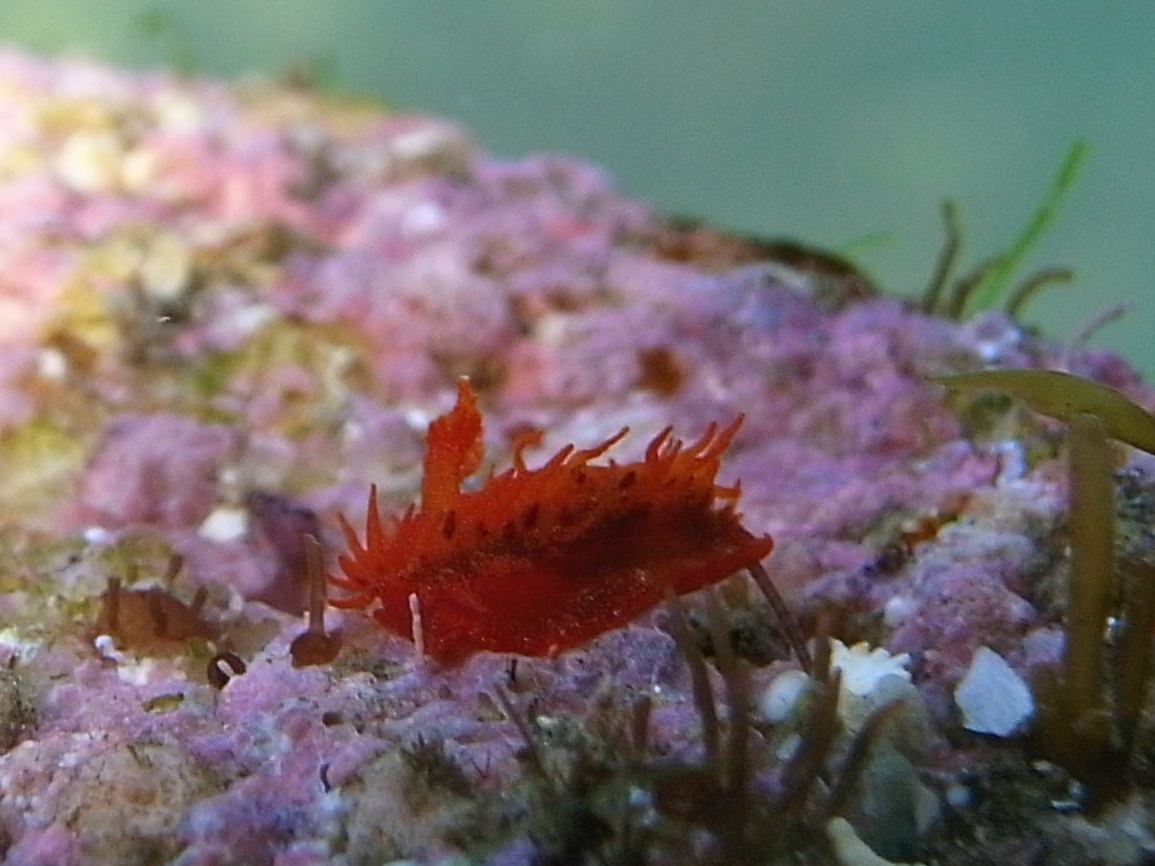
Madrella sanguinea (Madrellidae)
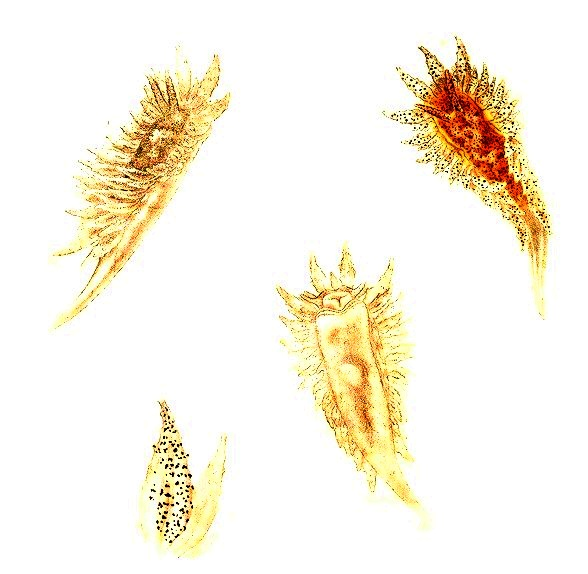
Proctonotus mucroniferus (Proctonotidae)